# ピアノと弦楽のための協奏曲 (メンデルスゾーン)
ピアノと弦楽のための協奏曲（独:Konzert für Klavier und Streichorchester）イ短調MWV.O2は、フェリックス・メンデルスゾーンが1822年（13歳）に作曲したピアノ協奏曲。一連の協奏曲の中で最初に作曲されたが、同年12月5日に演奏されて以来一度も演奏・出版されることのないまま20世紀になって再発見され、1997年にようやく出版された。演奏・録音の機会は極めて少なかったが、近年になって演奏が徐々に増えている。
メンデルスゾーン家のサロン演奏会で演奏するために作曲されたと思われるが、詳細は不明な点が多い。
2台ピアノ用編曲版がブライトコプフ・ウント・ヘルテルから出版されている。

## 楽曲解説
伝統的な3楽章構成。編成は独奏ピアノと弦5部。演奏時間は約33分。13歳の作ながら、全曲を通してピアノは急速な細かい音型を演奏するなど難易度が高い。

### 第1楽章
Allegro、イ短調、4分の4拍子。古典的な協奏ソナタ形式。第2主題はハ長調。同じ時期に作曲された弦楽のための交響曲に近い曲想で、念入りな対位法が駆使される。

### 第2楽章
Adagio、ホ長調、4分の3拍子。A-B-A-B-Aのロンド形式に近い。息の長い旋律の主部と、ピアノが細かく動く嬰ハ短調の第2部が対比される。

### 第3楽章
Allegro ma non troppo、イ短調、4分の4拍子。細かくピアノが疾走する主題を中心としたロンド形式だが、ヴァイオリン・ピアノと弦楽のための協奏曲同様、形式的には自由な展開をする。ロンド主題が長調に転じ、テンポを緩めて三現したクライマックスを築くも、アレグロ・モルト、イ短調に転じて副主題による急速なコーダで結ばれる。

## 主な録音
- 独奏:ジョン・オグドン、アカデミー室内管弦楽団、指揮:ネヴィル・マリナー（1969年、世界初録音）
- 独奏:シプリアン・カツァリス、フランツ・リスト室内管弦楽団、指揮:ヤーノシュ・ローラ（1984年）
- 独奏:アンドレアス・シュタイアー、コンチェルト・ケルン（1996年、フォルテピアノとピリオド楽器による世界初録音）